# Juli Fernández
Pour les articles homonymes, voir Fernández.
Julià Fernàndez Ariza, dit Juli Fernández, né le 19 novembre 1974 à Andorre-la-Vieille en Andorre, est un footballeur international andorran, évoluant au poste de défenseur.

## Biographie

### Sélection
Juli Fernández est convoqué pour la première fois par le sélectionneur national Miluir Macedo pour un match amical face à la Lituanie le 29 juin 1998 (défaite 4-0). Il entre à la 46e minute à la place d'Ángel Martín. Le 6 septembre 2006, il marque son seul but en équipe d'Andorre lors d'un match des éliminatoires de l'Euro 2008 face à Israël (défaite 4-1).
Il compte 36 sélections et 1 but avec l'équipe d'Andorre entre 1998 et 2009.

## Palmarès
- FC Santa Coloma :
  - champion d'Andorre en 2003 et 2008.
  - vainqueur de la Coupe d'Andorre en 2003, 2005, 2006, 2007 et 2009.
  - vainqueur de la Supercoupe d'Andorre en 2005, 2007 et 2008.

## Statistiques

### Buts en sélection
Le tableau suivant liste tous les buts inscrits par Juli Fernández avec l'équipe d'Andorre.